# 31650 Фрідек-Містек
31650 Фрідек-Містек (31650 Frýdek-Místek) — астероїд головного поясу, відкритий 18 квітня 1999 року.
Тіссеранів параметр щодо Юпітера — 3,281.